# Paulo Gomes da TV
Paulo Roberto Moreira Gomes (Curitiba, 10 de novembro de 1971) é servidor público,  apresentador de televisão e politico brasileiro filiado ao Progressistas.

## Biografia
Formado em direito, assumiu a procuradoria do Estado em 1994.Em 1996, foi procurador-chefe na cidade de Foz do Iguaçu. Atualmente apresenta o quadro Defesa do Consumidor no programa Cidade Alerta Paraná, na emissora RicTv.

## Carreira política
Nas eleições estaduais de 2022 , foi eleito deputado estadual para uma cadeira da ALEP pelo Progressistas (PP) com 55.302 votos.